# Ground zero
Ground zero er det punkt, hvor en eksplosion er sket. Udtrykket anvendes især om steder, hvor kernevåben er blevet bragt til sprængning, men kan også referere til udgangspunkter for f.eks. jordskælv, epidemier eller andre alvorlige hændelser. Dette punkt vil være det, der har taget allerstørst skade ved sprængningen. Skadesomfanget vil således aftage gradvist i takt med at afstanden til punktet øges.
Udtrykket var oprindeligt slang indenfor militæret og stammer fra det punkt, hvor den allerførste atombombe sprængte. 
Kort efter 2. verdenskrig blev det dog et almindeligt ord i forbindelse med Manhattan Project og atombomberne over Hiroshima og Nagasaki. Sidstnævnte var således første gang ordet blev anvendt i offentligheden.
Under Den kolde krig blev ordet også brugt om Pentagon-bygningens midte, da man betragtede stedet som et meget udsat mål ved et atomangreb på USA. Således kaldes det åbne område i bygningens midte uformelt for "Ground Zero", ligesom en kiosk samme sted er blevet døbt "Ground Zero Cafe".
Efter terrorangrebet den 11. september 2001 er grunden, hvor World Trade Center tidligere stod også blevet døbt "Ground Zero".